# Xóchitl Flores Jiménez
Xóchitl Flores Jiménez es una política mexicana, miembro del partido Movimiento Regeneración Nacional. Es presidenta municipal de Chimalhuacán para el periodo 2022-2024 y 2025-2027.

## Carrera política
Xóchitl Flores comenzó su carrera política, como décima regidora de Chimalhuacán durante el trienio 2009-2012.
En 2018, fue electa diputada al Congreso del Estado de México por el Distrito 31 local, presidiendo la Comisión de Editorial y Biblioteca, siendo integrante de las comisiones Electoral y Desarrollo Democrático; de Asuntos Metropolitanos; Desarrollo y Apoyo Social; Familia y Desarrollo Humano; Salud; Derechos Humanos; y de la Comisión Especial para las Declaratorias de Alerta de Violencia de Género Contra las Mujeres por Feminicidio y Desaparición.
En 2021, es seleccionada candidata de su partido para la Presidencia Municipal de Chimalhuacán. Fue electa terminando con 21 años de gobiernos emanados de la organización Antorcha Campesina.
En 2024, Es reelegida para un nuevo periodo 2025-2027 por el pueblo de Chimalhuacán. Esta vez con una mayoría aplastante del pueblo de Chimalhuacàn.